# Хивзи Сулејмани
Хивзи Сулејмани (ал. Hivzi Sylejmani, Косовска Митровица, 1910 – 1975) је био југословенски књижевник албанског порекла. Сам је преводио своја дела и на српски језик. Библиотека града Приштине је дуго носила његово име. Завршио је медресу у Скопљу и у Београду студирао машинску технику. Био је учесник Народноослободилачке борбе народа Југославије. Први је албански писац у тадашњој Југославији коме су објављена сабрана дела. Подаци о њему и фотографија су из српског издања романа Деца моје реке. Писао је и бајке.

## Дела
- Миш у џепу драма, 1953
- Ветар и колона - приповетке, 1959
- Одмор - драма, 1964
- Људи - роман, 1966
- Сан гаврана - песме, 1968
- Лептири на киши - драма, 1969
- Деца моје реке - роман, 1969, превео сам аутор на српски, објављено у едицији Савремена албанска књижевност у Југославији издавача Народна књига 1976. године, постхумно издање

## Извори
1. ↑  „Od biblioteke Hivzi Sulejmani do Oaze”. Manifesta 14 Prishtina (на језику: српски). Приступљено 2025-05-28.
2. ↑  „Хивзи Сулејмани”. Кобис.